# Bellecombe-en-Bauges
Bellecombe-en-Bauges település Franciaországban, Savoie megyében. Lakosainak száma 760 fő (2022. január 1.). Bellecombe-en-Bauges Arith, Le Châtelard, Doucy-en-Bauges, Lescheraines, La Motte-en-Bauges, Allèves, La Chapelle-Saint-Maurice, Chevaline, Doussard, Entrevernes, Lathuile és Leschaux községekkel határos.

## Népesség
A település népességének változása:
| Lakosok száma | 655  | 664  | 684  | 668  | 674  | 683  | 689  | 726  | 760  |
|               | 2013 | 2015 | 2016 | 2017 | 2018 | 2019 | 2020 | 2021 | 2022 |